# خالد بيضون
خالد بيضون هو أستاذ قانون أمريكي من أصول عربية ومسلمة ويعمل أستاذًا مشاركًا في كلية القانون ساندرا داي أوكونور التابعة لـجامعة ولاية أريزونا، كما يعمل باحثًا مقيمًا في مركز بيركمان كلاين بجامعة هارفارد.
يركز بيضون في أبحاثه على موضوع الإسلاموفوبيا، وخاصة علاقتها بـالحرب على الإرهاب وقضايا الأمن القومي في الولايات المتحدة. من أبرز مؤلفاته:
- الإسلاموفوبيا في الولايات المتحدة: فهم جذور الخوف وتصاعده American Islamophobia: Understanding the Roots and Rise of Fea [3]
- الحروب الصليبية الجديدة: الإسلاموفوبيا والحرب العالمية على المسلمين The New Crusades: Islamophobia and the Global War on Muslims[4]
- شارك أيضًا في تحرير كتاب Islamophobia and the Law الصادر عن دار نشر جامعة كامبريدج.[5]

## النشأة والتعليم
ولد خالد بيضون ونشأ في ديترويت، ميشيغان. وهو حاصل على درجات جامعية من جامعة ميشيغان، جامعة تورونتو، وجامعة كاليفورنيا، لوس أنجلوس.
يشغل أيضًا منصب أستاذ مشارك زائر في جامعة كاليفورنيا، بيركلي ضمن مشروع توثيق الإسلاموفوبيا،، وأستاذًا فخريًا في جامعة ويسترن كيب ضمن مركز ديزموند توتو للدين والعدالة الاجتماعية.
كما شغل سابقًا منصب باحث مقيم في جامعة هارفارد ضمن مركز بيركمان كلاين، ودرّس في عدد من كليات القانون مثل جامعة أركنساس، جامعة وين ستيت، وجامعة كاليفورنيا، لوس أنجلوس.

## تجربة شخصية في التنميط العنصري
في عام 2019، وأثناء رحلة طيران داخلية، صرّح بيضون أنه تعرّض للتنميط العنصري، وهي الحادثة التي ذكرت صحيفة Arkansas Times أنها بلغت حدّ الاعتداء من قبل قبطان الطائرة. وقد تم تقديم بلاغ رسمي للشرطة بشأن الحادثة.

## المسيرة المهنية
تشمل اهتمامات بيضون الأكاديمية القانون الدستوري، والحقوق المدنية، والعلاقة بين العرق والإسلام في الولايات المتحدة. وقد نُشرت أبحاثه في مجلات أكاديمية مرموقة مثل UCLA Law Review، وNorthwestern Law Review، وHarvard Civil Rights–Civil Liberties Law Review.
وقد تم الاستشهاد بأعماله المتعلقة بالمراقبة، والإرهاب، والسياسات المعادية للمسلمين في وسائل إعلام عالمية مثل نيويورك تايمز، وواشنطن بوست، والجزيرة، وسي إن إن.
يركز بيضون في كتاباته على قضايا الهوية المرتبطة بالهوية العربية والشرق أوسطية والإسلامية، خاصةً في سياق الحراك المؤيد لفلسطين. وتناولت أعماله أحداثًا مثل تظاهرة 7 أكتوبر في سيدني، وهجمات هجوم مسجد كرايستشرش، وحرب غزة. كما تحدث مطولًا عن الصراع في غزة وآثاره القانونية والإنسانية.
وقد ألغت الحكومة الأسترالية تأشيرة دخوله بعد أن صرّح خلال فعالية في سيدني بأن ذكرى هجمات 7 أكتوبر تمثّل "يومًا جديرًا بالاحتفاء".
يمتد عمل بيضون إلى تقديم المشورة للحكومات والمؤسسات السياسية، حيث عمل عضوًا في اللجنة الأمريكية للحقوق المدنية لمدة ثلاث سنوات، كما حصل على زمالة المساواة من مؤسسة المجتمع المفتوح (Open Society Foundations).
وفي عام 2021، انضم إلى مركز ديزموند توتو للدين والعدالة الاجتماعية كعضو هيئة فخري.
وقد حصل بيضون على عدة جوائز، من بينها جائزة فريدريك دوغلاس التعليمية. وفي عام 2021، تم تعيينه "أستاذًا استثنائيًا" من قبل جامعة ويسترن كيب في جنوب أفريقيا.
في كتابه The New Crusades: Islamophobia and the Global War on Muslims، يناقش بيضون كيف ساهم الإعلام الجماهيري والمعلقون التلفزيونيون في ربط عبارة "الله أكبر" بالإرهاب، ويضيف أن الأفلام والمسلسلات التلفزيونية تستعمل العبارة كـرمز سينمائي.

## ترشيح هند رجب لجائزة نوبل للسلام
في يوليو 2025، رشّح خالد بيضون الطفلة الفلسطينية هند رجب، التي قُتلت خلال عملية عسكرية في قطاع غزة، لنيل جائزة نوبل للسلام. وقد لقي ترشيحها دعمًا من قبل "اللجنة الأمريكية العربية لمكافحة التمييز"، التي اعتبرت القصة "صرخةً حاشدةً لحماية حق الأطفال في الحياة والسلامة". وجاء في خطاب الترشيح أن قصة هند رجب تُجسّد صمود الأطفال وكرامتهم في أوقات الحرب، مشيرًا إلى أن ترشيحها يهدف إلى تسليط الضوء على معاناة المدنيين، لا سيما الأطفال، في النزاعات المسلحة. يُذكر أنه عقب مقتلها، تأسست مؤسسة "هند رجب" في سبتمبر 2024، والتي تعمل على رصد وتوثيق الانتهاكات وجرائم الحرب بحق المدنيين في فلسطين، ورفعت شكاوى ضد نحو ألف جندي إسرائيلي إلى المحكمة الجنائية الدولية، مطالبة بإصدار مذكرات اعتقال بحقهم.

## منشورات مختارة
- Beydoun، Khaled A. (2018). American Islamophobia. Oakland, California: Univ of California Press. ISBN:978-0-520-97000-7.
- Beydoun, Khaled، Lone Wolf Terrorism: Types, Stripes and Double Standards (21 مارس 2018). 112 Northwestern Law Review (2018).
- Beydoun، Khaled A. (2016). "Electing Islamophobia". SSRN Electronic Journal. Elsevier BV. DOI:10.2139/ssrn.2742857. ISSN:1556-5068.
- Beydoun, Khaled and Wilson, Erika K.، Reverse Passing (21 فبراير 2016). UCLA Law Review, Vol. 64 (2017).
- Beydoun, Khaled، Islamophobia: Toward a Legal Definition and Framework (2016). 116 Columbia Law Review Online 108 (2016).
- Beydoun, Khaled and Ayoub, Abed، Executive Disorder: The Muslim Ban, Emergency Advocacy, and the Fires Next Time (25 نوفمبر 2017). 22 Michigan Journal of Race & Law 215 (2017).
- Beydoun, Khaled، Between Muslim and White: The Legal Construction of Arab American Identity (22 نوفمبر 2014). 69 N.Y.U. Ann. Surv. Am. L. 29 (2013).
- Beydoun, Khaled، The Trafficking of Ethiopian Domestic Workers into Lebanon: Navigating Through a Novel Passage of the International Maid Trade (2006). Berkeley Journal of International Law (BJIL), Vol. 24, p. 1009, 2006.